# ميليسا ويتك
ميليسا ويتك (بالإنجليزية: Melissa Witek)‏ هي عارضة وممثلة أمريكية، ولدت في 9 أبريل 1981 في روكليدج في الولايات المتحدة.

## وصلات خارجية
- ميليسا ويتك على موقع IMDb (الإنجليزية)
- ميليسا ويتك على موقع قاعدة بيانات الفيلم (الإنجليزية)